# Unexpected Love
Unexpected Love (también conocida como: Flying Kite / Bi Zui! Ai Ba / Biyeon) es una película de comedia romántica coproducida por China y Corea del Sur, dirigida por  Si-Heup Seong y protagonizada por Zhang Yixing y Krystal Jung.

## Sinopsis
La historia de un cantante chino llamado Han Bing (Zhang Yixing) y una bailarina coreana (Krystal Jung) quienes trabajan juntos y se enamoran a través de la danza.

## Reparto
- Zhang Yixing es Han Bing.
- Krystal Jung es Fei Yan.
- Wang Yibo
- Lee You-jin
- Park In-hwan
- Woo Do-im
- Tian Xin
- Li Qin
- Zhu Shengyi
- Shu Ting Zhao

## Producción
El 40% de la filmación tuvo lugar en Corea del Sur. La filmación empezó en marzo de 2016 en Seúl, Corea del Sur. Posteriormente las filmaciones se trasladaron a Beijing, China en abril y terminaron en mayo de 2016.